# Wiesław Śmigiel

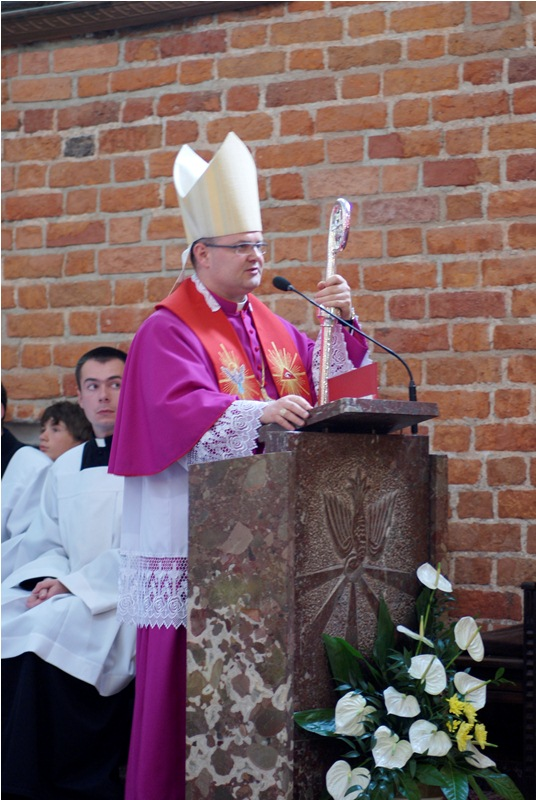
Wiesław Śmigiel (2012)

Erzbischofswappen

Wiesław Andrzej Śmigiel (* 3. Januar 1969 in Świecie, Woiwodschaft Kujawien-Pommern) ist ein polnischer Geistlicher und römisch-katholischer Erzbischof von Stettin-Cammin.

## Leben
Der Bischof von Pelplin, Jan Szlaga, weihte ihn am 20. Juni 1993 zum Diakon und spendete ihm am 29. Mai 1994 die Priesterweihe.
Von 2006 bis 2011 war er außerordentlicher Professor für Pastoraltheologie an der Katholischen Universität Lublin, wo er von 2011 bis 2012 auch Inhaber des Lehrstuhls für Pastoraltheologie gewesen ist.
Papst Benedikt XVI. ernannte ihn am 24. März 2012 zum Titularbischof von Beatia und zum Weihbischof in Pelplin. Die Bischofsweihe spendete ihm der Erzbischof von Danzig, Sławoj Leszek Głódź, am 21. April desselben Jahres; Mitkonsekratoren waren Henryk Muszyński, Alterzbischof von Gnesen, und Andrzej Suski, Bischof von Thorn. Sein Wahlspruch aus dem 1. Korintherbrief (9, 22) lautet Omnibus omnia factus (Allen bin ich alles geworden).
Am 11. November 2017 ernannte ihn Papst Franziskus zum Bischof von Thorn. Die Amtseinführung fand am 10. Dezember desselben Jahres statt.
Von Mai bis September 2021 war er zusätzlich Apostolischer Administrator des vakanten Bistums Bydgoszcz.
Am 13. September 2024 ernannte ihn Papst Franziskus zum Erzbischof von Stettin-Cammin. Die Amtseinführung fand am 25. Oktober desselben Jahres statt.